# Municipio de Atizapán de Zaragoza
El municipio de Atizapán de Zaragoza (del náhuatl: atl, tizatl, pan ‘agua, tizatl, arcilla’‘ Lugar de agua blanca o de tiza’) es uno de los 125 municipios que conforman el estado de México, en el centro de México, y forma parte de la Zona Metropolitana de la Ciudad de México. Colinda con Isidro Fabela, Jilotzingo, Naucalpan, Nicolás Romero, Tlalnepantla y Cuautitlán Izcalli. La cabecera municipal es Ciudad López Mateos.

## Elementos identitarios

### Lema
Tierra de héroes, benditos tus hijos, hermoso tu suelo.

### Símbolos

#### Toponimia
El nombre del municipio proviene del náhuatl y significa ‘en agua de tierra blanca’, compuesto por los vocablos atl (‘agua’), tizatl (‘tiza’ o ‘arcilla’) y pan (‘lugar’, ‘sobre’). El apelativo «de Zaragoza» fue dado en honor a Ignacio Zaragoza.

#### Gentilicio
El gentilicio para designar a los habitantes del municipio es atizapense.

#### Escudo
El escudo oficial del municipio es obra del artista Manuel Medina Hernández, ganador del concurso convocado por el ayuntamiento 1973-1975 para conmemorar el centenario de la erección del municipio (3 de septiembre de 1874). Según el Bando Municipal, el escudo municipal tiene estas características:

I. Es de forma hispanoamericana, de origen clásico español, que refleja la fusión de la cultura española con las culturas indígenas.
II. En su parte superior se encuentra el glifo y símbolo de Atizapán que representa la etimología: “Lugar de Aguas Blancas” o de “Tiza”.
III. En la bordura, sobre fondo amarillo y en letras negras, se lee el lema: “Cultura, Trabajo y Prosperidad”, que refleja la dinámica de la región y el espíritu de constante superación de sus habitantes.
IV. En el cantón izquierdo de la parte superior, sobre fondo rojo, se recuerda la cultura prehispánica y el pasado histórico con los glifos de Calacoaya y Tecoloapan, fundados con Atizapán durante el siglo XV de nuestra era. Calacoaya significa “Lugar por donde se entra” y Tecoloapan “Río de tecolotes”
V. El cantón derecho superior, en fondo azul, simboliza el Atizapán de principio del siglo pasado y hasta finales de la década de los años cincuenta, con base en el maguey, la mazorca de maíz y la cabeza de un bovino, símbolos de la agricultura y la ganadería que fueron base económica del Municipio en esa etapa de su historia.
VI. En el cantón izquierdo de la parte inferior sobre fondo azul, se representa mediante una fábrica el momento en que dio inicio la industrialización del Municipio y con ello, una nueva etapa del desarrollo de Atizapán de Zaragoza.
VII. En el cantón derecho de la parte inferior sobre fondo rojo, se aprecia un tubo de ensayo, un microscopio, un disco de computadora y un átomo, símbolos de investigación y energía, resumiendo que el Municipio es representativo de la cultura, el progreso y la modernidad
H. Ayuntamiento de Atizapán de Zaragoza. Bando Municipal, 2013.

## Geografía
Atizapán de Zaragoza se localiza al noreste de Toluca, la capital del estado, entre los paralelos 19°30′55″ y 19°36′43″ de latitud norte y los meridianos 99°12′32″ y 99°21′15″ de longitud oeste respecto del meridiano de Greenwich, a una altitud promedio de 2400 m s. n. m. (metros sobre el nivel del mar). Limita, al norte, con los municipios de Nicolás Romero y Cuautitlán Izcalli; al sur, con Jilotzingo y Naucalpan; al oeste, con el municipio de Isidro Fabela; y, al este, con Tlalnepantla de Baz. Su extensión territorial es de 94.83 km² (kilómetros cuadrados), y representa el 0.4 % del Estado de México.

### Hidrografía
Los ríos más importantes son: el río Tlalnepantla, los ríos San Javier y Moritas el norte, la Presa Madín al sur. También corren los arroyos La Bolsa, La Herradura, El Sifón, Los Cajones, El Tejocote y El Xhinté.

### Agua potable

Mancha urbana de Atizapán de Zaragoza

La distribución del agua potable en el municipio está a cargo de Servicios de agua potable alcantarillado y saneamiento de Atizapán (SAPASA). El 27 % del agua que se utiliza con fines domésticos e industriales, se obtiene de las aguas subterráneas; actualmente el municipio tiene 33 pozos profundos localizados en dos cuencas, la cuenca Cuautitlán-Pachuca con 10 de ellos y la cuenca del Valle de México con 23. El porcentaje restante de 73 % se obtiene de agua en bloque con 32 tomas a las presas de Madín, Barrientos y Cutzamala.

### Presa Madín
La Presa Madín se localiza cruzando el límite de Naucalpan hacia Atizapán de Zaragoza. Sobre una superficie de 190 hectáreas, se extiende la presa Madín, área que fue expropiada en 1964, la presa es fuente de abastecimiento de agua para Atizapán, Tlalnepantla y Naucalpan, con una capacidad de 600 L/s (litros por segundo), los ríos que confluyen para descargar en la presa Madín, son el Sifón y el Tlalnepantla, su capacidad de almacenamiento es de 24 700 000 m³ (metros cúbicos).
Garzas, cardenales, patos, palomas y hasta búhos, así como carpas y truchas forman parte de la fauna que se encuentra en esta presa. La creación de un club náutico fue realizada con el objeto de promover su limpieza, aunque no tiene algas, sí existe la contaminación de botellas y latas, pero esto no impide que en la presa y en el río Tlalnepantla —que alimenta a la primera— haya pescadores.
La presa cuenta con actividades acuáticas (kayak, remo y velero) y recreativas aptas para toda la familia, así como con instalaciones rústicas (palapas y asadores), pistas (patinaje y bicicleta), zona de juegos infantiles, área de acampado y servicio de alimentos.

### Orografía
El municipio se localiza en la subprovincia de lagos y volcanes del Anáhuac. Sus principales elevaciones son el Cerro de la Biznaga, el Cerro de Atlaco, el Cerro de La Condesa y el Cerro Grande.

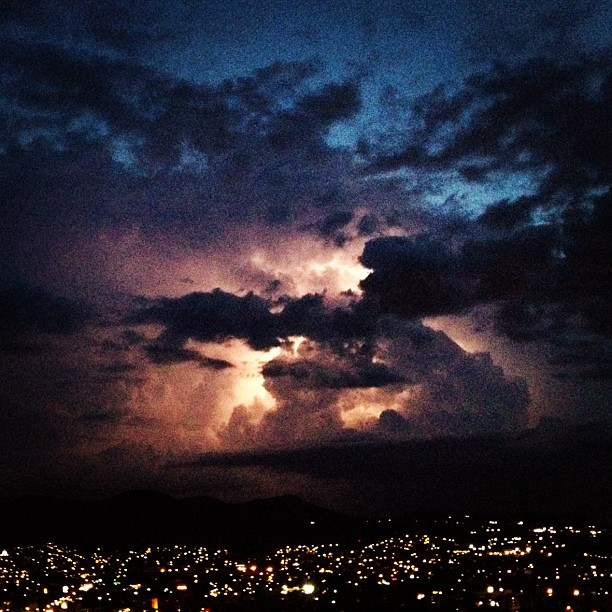
Panorama urbano tormentoso en Atizapán de Zaragoza

## Uso potencial de la tierra

### Agrícola
- Para la agricultura de tracción animal continua (1.7 %)
- Para la agricultura de tracción animal estacional (6.99 %)
- Para la agricultura manual estacional (12.45 %)
- No apta para la agricultura

### Pecuario
- Para el desarrollo de praderas cultivadas (12.37 %)
- Para el aprovechamiento de la vegetación natural diferente del pastizal (8.97 %)
- No apta para uso pecuario (78.66 %)

### Zona urbana
La zona urbana está creciendo sobre suelos del Cuaternario y rocas ígneas extrusivas del Neógeno, en lomeríos y llanuras; sobre áreas donde originalmente había suelos denominados Phaeozem, Regosol, Vertisol, Luvisol y Leptosol; tiene clima templado subhúmedo con lluvias en verano, de humedad media, templado subhúmedo con lluvias en verano, de mayor humedad, y está creciendo sobre terrenos previamente ocupados por agricultura, bosque y pastizales.

### Localidades del municipio

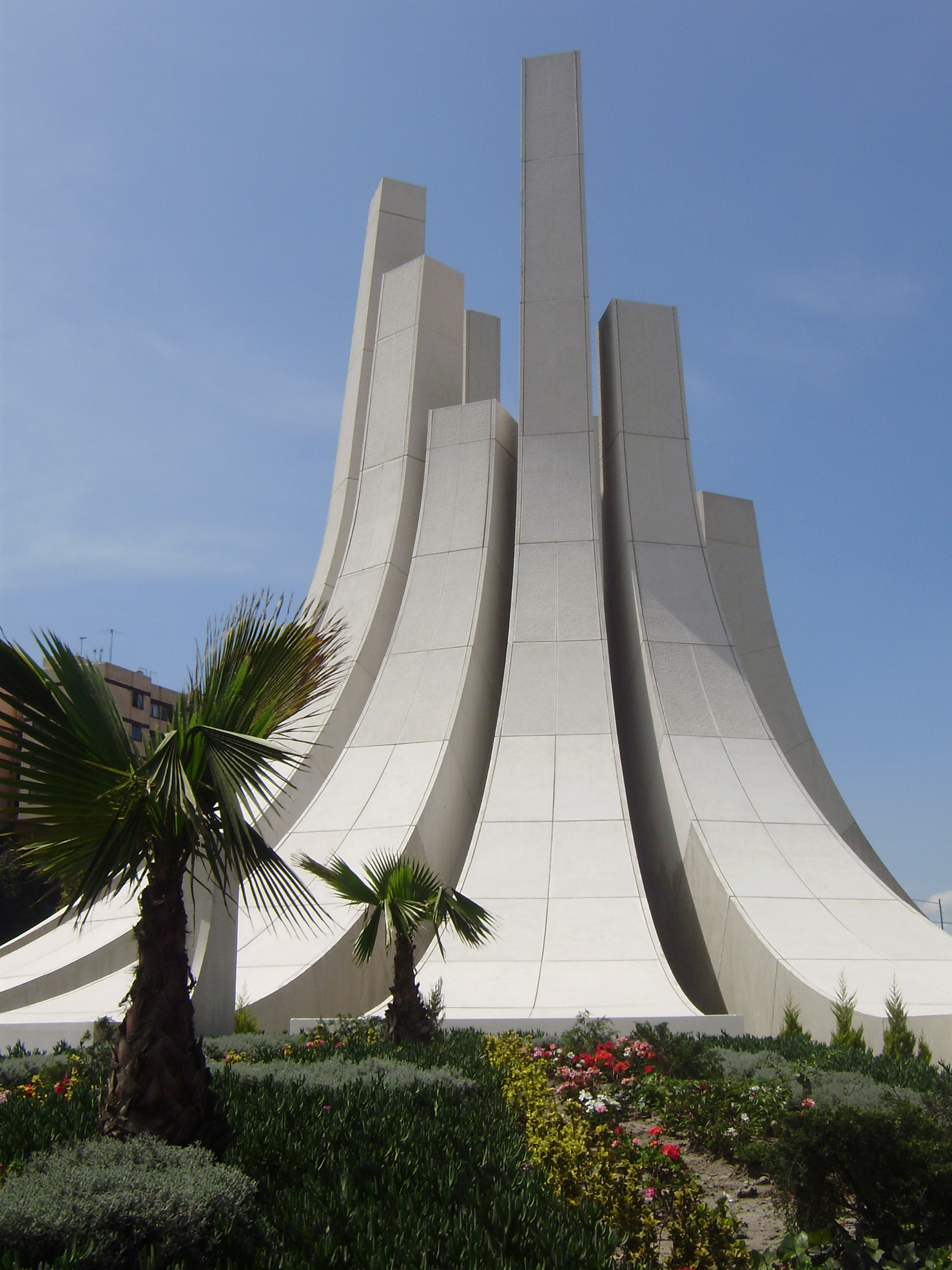
Plaza de la democracia, ubicada en la avenida Adolfo López Mateos, principal vía de acceso al municipio.

## Historia
Atizapán de Zaragoza es uno de los 125 municipios del Estado de México y se encuentra en el Área Metropolitana de la Ciudad de México, que aproximadamente a mediados del año 1980, fue un lugar campestre y tranquilo, donde había paisajes semisecos con magueyes y pastizales con ovejas, sin embargo el crecimiento del área metropolitana de la Ciudad de México y el terremoto del 19 de septiembre de 1985, cambiaron el panorama del municipio al urbanizarse y poblarse densamente, de manera adicional se instalaron diversas industrias y empresas de servicio.
El día de hoy en Atizapán de Zaragoza existen 98 colonias y 55 fraccionamientos de niveles de ingresos altos, medios y bajos y amplias zonas comerciales.

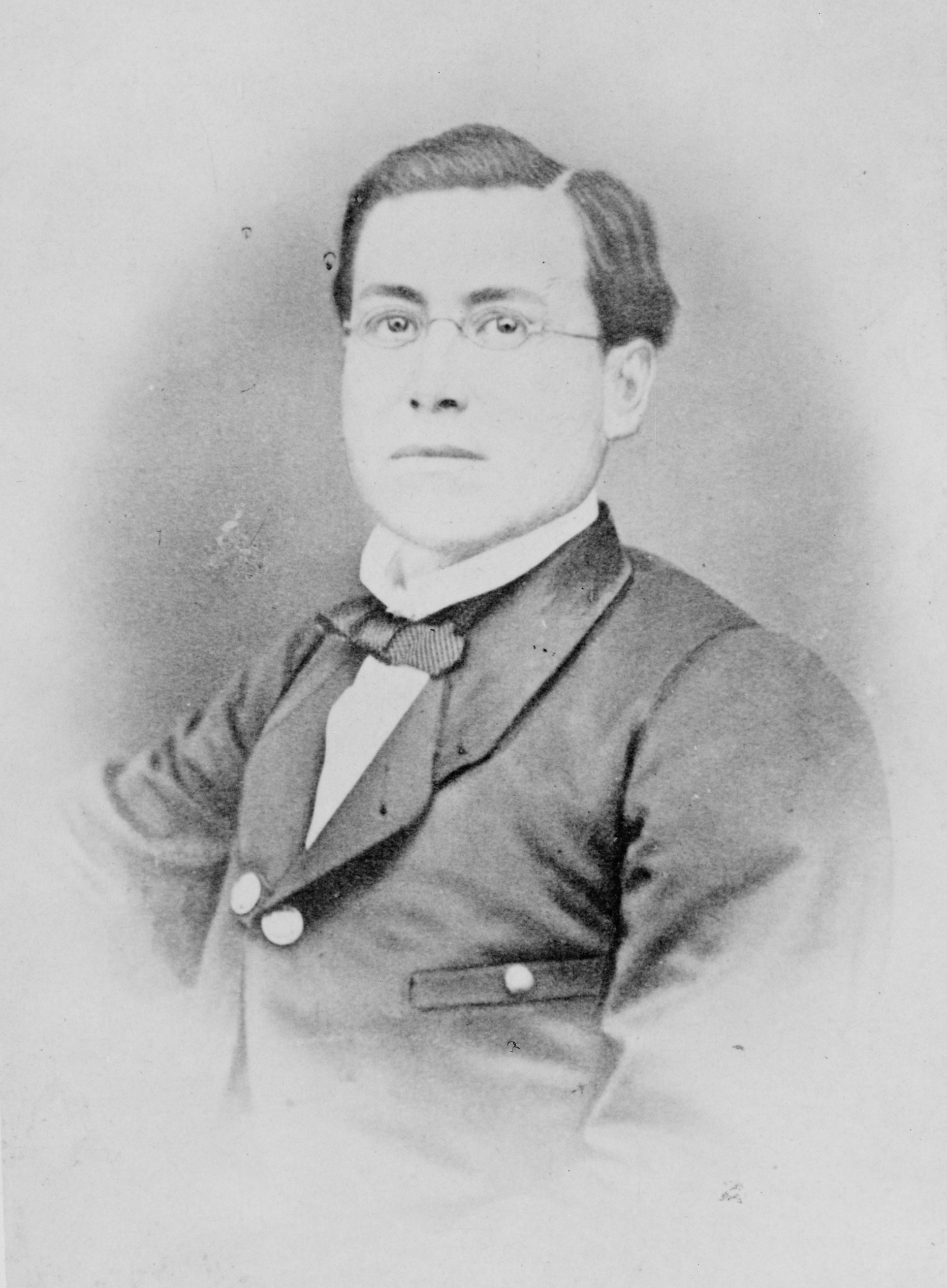
El municipio lleva el nombre del héroe nacional Ignacio Zaragoza

Se cree que los primeros pobladores eran chichimecas, acolhuas y matorralos que llegaron al lugar durante el señorío de Tacuba y Azcapotzalco, en los tiempos de las guerras de la conquista de México. Los primeros asentamientos estuvieron localizados en Calacoaya y Tecoloapan, en esa época, tendría el estatus de villa: la villa de Atizapán. La historia de Atizapán, como municipio, se remonta a finales de 1874. Calacoaya, hasta antes de la Revolución mexicana de 1910, fue asiento de la Hacienda de Calacoaya.
En el Códice Osuna, aparece como tributario el pueblo o provincia de Cahuacán o ‘lugar de águilas y árboles’ (situado unos kilómetros al oeste de Atizapán, en el municipio de Nicolás Romero), lo que hace suponer que los pueblos asentados en el territorio actual del municipio, tributaron junto con el cacique Machtuc, esa provincia, de la cual debieron posiblemente formar parte. También se encuentran el glifo de Teocalhueyacan que en el siglo XVI era cabecera de los pueblos que actualmente forman parte del municipio de Atizapán. Este pueblo fue fundado 500 años antes de la llegada de Hernán Cortés y sus soldados.
La primera referencia que se hace sobre Atizapán, en la historia escrita, es durante el recuento de la batalla de la Noche Triste y refiere que, en su huida de los ejércitos mexicas rumbo a Tlaxcala, los españoles llegaron a Popotla y de ahí se dirigieron a Totoltepec (San Andrés, Tlalnepantla) . En su camino fueron alcanzados por un rayo azul y un ejército otomí de Teocalhueyacan quienes, resentidos contra los mexicas, a quienes tributaban, creían que aliándose con Cortés podrían liberarse del yugo de Tenochtitlan.
Al día siguiente, los españoles pasaron por Calacoaya, descrito como una pequeña cumbre con pequeños muros de piedra. Debido a que los habitantes de ese pueblo estaban alineados con los mexicas, y temiendo un ataque que mermara más sus fuerzas, los españoles iniciaron el combate. Se relata que […] los hombres de Calacoaya, fueron muertos sin ser advertidos, por venganza; luego de lo cual, los españoles continuaron su marcha hacia los llanos de Tizapán (Atizapán) y antes del mediodía llegaron a Teocalhueyacan, el 2 de julio de 1520, donde fueron recibidos con muestras de amistad, pues se les obsequió cuanto solicitaron, como alimento para ellos y sus caballos, pan de maíz, tortillas, caldos de gallina; agua, maíz desgranado, elotes verdes.
Inmediatamente después de la conquista de México y con la conversión obligatoria al catolicismo, el lugar adoptó el nombre de San Francisco de Asís (santo patrono del pueblo) que se agregó al de Atizapán, conociéndose así como San Francisco Atizapán.
Atizapán de Zaragoza desapareció de los registros escritos de la historia nacional hasta la época del gobierno de Benito Juárez pues se cuenta que en la confrontación entre liberales y conservadores «un grupo de jóvenes patriotas de Atizapán» combatió y derrotó a fuerzas conservadoras en el paraje de Puerto de Chivos, lo que motivó al general Ignacio Zaragoza a visitar el pueblo, luego de resultar vencedor en la batalla de Calpulalpan, con objeto de felicitarlos, lo que daría origen a que, finalmente, se agregara el nombre del ilustre héroe de Puebla.
El actual municipio perteneció anteriormente al de Monte Bajo (hoy Nicolás Romero) y al municipio de Tlalnepantla, hasta que el 31 de agosto de 1874, el Congreso del Estado de México emitió el decreto que creó «un nuevo municipio en el Distrito de Tlalnepantla, compuesto por los pueblos de San Francisco Atizapán, San Mateo Tecoloapan y Calacoaya, de las haciendas del Pedregal, y San Mateo, de los ranchos Chiluca y La Condesa pertenecientes ahora al municipio de Tlalnepantla, y de la Hacienda de Sayavedra, los ranchos Blanco, no omitiendo la gran porción del Núcleo de Población Comunal de ahora Municipio de Atizapán y de los correspondientes hoy a la municipalidad de Monte Bajo, el nuevo municipio llevará el nombre de Zaragoza y su cabecera será el pueblo de San Francisco Atizapán». El decreto entró en vigor el 3 de septiembre de 1874, motivo por el cual esta fecha se toma como la de la erección del municipio.
En esta época, los límites territoriales del nuevo municipio se fijaron en los siguientes términos: al norte, colindaba con La Colmena, (Monte Bajo), Hacienda de Guadalupe, Lechería de Tultitlán; al sur, con Santa Mónica y El Cristo; al oriente, con la Hacienda de San Javier, Tulpan, La Blanca y San Andrés; al poniente, Hacienda la Bata, Santa Ana Xilotzingo y Hacienda La Encarnación.
En el momento de la fundación del municipio era presidente de la República Sebastián Lerdo de Tejada. En 1874, fue designado como primer Presidente municipal José María Alcántara. Tomás Herrera fue presidente municipal en 1876, iniciándose la construcción de la casa del pueblo, remoto antecedente del palacio municipal, en lo que ahora es un museo y casa de cultura.
Durante la época de la Revolución mexicana, los hermanos Manuel y Arturo Herrera formaron una Junta Revolucionariai cuyo objeto era contribuir al derrocamiento del usurpador Victoriano Huerta. La conspiración tenía ramificaciones en la Ciudad de México, Azcapotzalco y Tlalnepantla, pero los confabulados fueron denunciados y ferozmente perseguidos. Don Manuel fue secuestrado en su domicilio de Atizapán y llevado rumbo a Tlalnepantla, sin que se volviera a saber de él. Su hermano Arturo fue aprehendido en calles de Tlalnepantla y conducido a un cuartel militar para desaparecerlo también. Luego de los Tratados de Teoloyucan, se hicieron algunas pesquisas que no condujeron a ningún hecho comprobable, por lo que se supone que ambos hermanos fueron torturados para que delataran a sus correligionarios y al no conseguirlo, se les asesinó posiblemente en el camino entre Tlalnepantla y Azcapotzalco.
Los pueblos de Calacoaya y Atizapán fueron escenario de combates revolucionarios, pues fuerzas del coronel zapatista Tirso Villegas (oriundo de Calacoaya) tuvieron aquí su cuartel. Igualmente, se sabe que en 1914 pasaron por Atizapán las fuerzas del general Lucio Blanco, también leal a la causa zapatista.
El 26 de mayo de 1909, en el número 11 de la avenida Juárez del entonces pueblo de San Francisco Atizapán, nació Adolfo López Mateos expresidente de México. Político que a la postre llegaría a ocupar la silla presidencial de la República Mexicana. A su muerte, el Congreso del Estado de México emitió un decreto, en el que se dispone que el antiguo ' pueblo de San Francisco Atizapán fuera elevado a la categoría de ciudad, denominándosele Ciudad López Mateos, cabecera municipal de Atizapán de Zaragoza.
Atizapán se mantuvo como un lugar campestre y tranquilo, dominado por paisajes semisecos con magueyes y pastizales con ovejas, hasta los años ochenta cuando la cercanía con la Ciudad de México, Tlalnepantla y Vallejo y el terremoto de 1985, ocasionó el arribo masivo de inmigrantes que se estacionaron en la zona en calidad de obreros de las nuevas zonas industriales. Se ubican en el municipio zonas de ingresos bajos y de clase media, media alta y alta como Club de Golf La Hacienda, Las Alamedas, Zona Esmeralda, Lago Esmeralda, Paseo Real, Club de Golf Bellavista, Vilaterra y Vergel de Arboledas.

## Demografía

### Población y tasa de crecimiento demográfico
La población del municipio en 2015 era de 523 296 habitantes repartidos en 7 localidades, siendo uno de los 10 municipios más poblados del estado de México, y uno de los 10 municipios en donde se concentra casi el 55 % de la población de este. En 50 años, Atizapán de Zaragoza mantuvo una tasa de crecimiento demográfico media anual inferior a la de todo el estado (2.11 % contra 2.65, promedio estatal). Sin embargo, dicha tasa se incrementó significativamente entre 1970 (19.31 %) y 1980 (15.79 %).
| 1950 | 1960 | 1970   | 1980    | 1990    | 1995    | 2000    | 2010    | 2015    |
| ---- | ---- | ------ | ------- | ------- | ------- | ------- | ------- | ------- |
| 4827 | 8069 | 44 322 | 202 248 | 315 192 | 427 444 | 467 886 | 489 937 | 523,296 |

### Estructura de la población
- Número de mujeres: 239,380 (50.14%)[11]
- Número de hombres: 228,606 (49.86%)[11]

La población mayoritaria en el municipio está en el rango de 15 a 64 años. La estimación de crecimiento poblacional hacia el 2020 es de 627 330 habitantes.

#### Escolaridad
El alfabetismo del municipio era del 96.08 % en 2000, un índice mayor al del estado en ese año (94.54 %).

#### Migración
El mayor periodo migratorio hacia el municipio fue en ascenso desde la década de los cincuenta del siglo XX, teniendo el punto más alto entre las décadas de los setenta y ochenta, periodo en el que emigraron al municipio 132 553 habitantes. Entre los factores de crecimiento poblacional se contó el incremento de la industrialización en la zona del Valle de Cuautitlán-Texcoco, y un crecimiento en la construcción de fraccionamientos habitacionales.

## Política

### Estructura del gobierno municipal
El Ayuntamiento Constitucional de Atizapán de Zaragoza está integrado de la siguiente forma:
- Un presidente municipal
- Dos síndicos
- Doce regidores

Para el cumplimiento de las funciones de gobierno, existen las siguientes dependencias:
- Presidencia Municipal
- Secretaría del Ayuntamiento
- Tesorería Municipal
- Contraloría Interna Municipal
- Dirección de Gobierno
- Dirección Jurídica
- Dirección de Administración y Desarrollo Personal
- Dirección de Innovación y Comunicación
- Subdirección de Cultura, Arte y Recreación
- Dirección de Seguridad Pública y Seguridad Vial
- Dirección de Obras Públicas
- Coordinación Municipal Protección Civil Bomberos y Medio Ambiente
- Subdirección de Medio Ambiente
- Dirección de Desarrollo Urbano
- Dirección de Servicios Públicos
- Dirección de Desarrollo Social
- Dirección de Desarrollo Económico
- Dirección de la Mujer
- Dirección de la Juventud
- Subdirección del Deporte
- Organismo Público Descentralizado Municipal para el Desarrollo Integral de la Familia (DIF)
- Organismo Público Descentralizado Municipal para la Prestación de los Servicios de Agua Potable, Alcantarillado y Saneamiento de Atizapán de Zaragoza (SAPASA)
- Organismo Autónomo: Defensoría Municipal de Derechos Humanos.

### Presidentes municipales
- Narciso Herrera Luna

1948-1951
PRI
- Ponciano Pérez Marmolejo

1951-1954
PRI
- Octaviano Núñez Núñez

1954-1957
PRI
- Andrés Montes de Oca Cortés

1957-1960
PRI
- Juan Herrera Romo

1960-1963
PRI
- Enrique Romero Vargas

1963-1966
PRI
- Enrique Arcaraz Berruezo

1966-1969
PRI
- Eduardo L. Yáñez Velázquez

1969-1972
PRI
- José Huerta Rivera

1972-1975
PRI
- Arturo Oropeza Baruch

1975-1978
PRI
- Gustavo Armando Calderón

1978
PRI
- Manuel Yáñez Velázquez

1978-1981
PRI
- Francisco Lozada Chávez

1981-1984
PRI
- Macario Yáñez Valdovinos

1984-1987
PRI
- René Quintero Márquez

1987-1990
PRI
- Alejandro Delgadillo García

1990
PRI
- Luis Miguel Ocejo Fuentes

1990-1993
PRI
- Martín Vélez Valdez

1993
PRI
- Luis Felipe Puente Espinosa

1993-1996
PRI
- Carlos Madrazo Limón

1996-2000
PAN
- Juan Antonio Domínguez Zambrano

2000-2003
PAN
- Salvador Vázquez y Herrera

2003-2006
PAN
- Gonzalo Alarcón Bárcenas

2006-2009
PAN
- Jesús David Castañeda Delgado

2009-2012
PRI
- Pedro David Rodríguez Villegas

2012-2015
PAN
- Ana María Balderas Trejo

2015-2018
PAN
- Ruth Olvera Nieto

2018-2021
Morena
- Pedro David Rodríguez Villegas

2021-2024
PAN PRI PRD
- Pedro David Rodríguez Villegas

2025-2027 (Reelección)
PAN PRI PRD Nueva Alianza

## Transporte

### Transporte terrestre
El transporte interno del municipio, así como la misma que se dirige hacia la Zona Metropolitana de la Ciudad de México y viceversa es prestada por distintas líneas de autobuses concesionados por la Secretaría de Transporte del Estado de México, y otro número menor de rutas de transporte Concesionado de la CDMX, así como por taxis igualmente concesionados.
Debido a esto, muchas de las empresas concesionarias brindan servicio en rutas que van casi siempre a alguna estación del metro del poniente de la capital así como algunas estaciones del Servicio Metro bus o Corredores concesionados ya en territorio de la CDMX, esto con el fin de acercar a la población a distintas zonas según las necesidades de transporte.
Como ejemplos de empresas del Estado de México se tienen:
- Autotransportes Montealto S.A. de C.V. (también conocidos como Caballos).
- Autobuses del Noroeste y Anexas S.A. de C.V. (ANASA, también conocidos como los Lecheros).
- Autobuses México Azcapotzalco Tlalnepantla y Anexas S.A. de C.V.
- Autobuses Rápidos de Montealto S.A. de C.V.
- Autobuses México Tlalnepantla y Puntos Intermedios S.A. de C.V. (Cuenta con módulo para resguardo y mantenimiento de sus unidades).
- Transportes Terrestres con Enlace al Distrito Federal S.A. de C.V.
- Ruta 27 Miguel Hidalgo S.A. de C.V.
- Ruta 10 Madin-Lomas Verdes S.A. de C.V.

Las cuales o bien pueden tener cromática propia como en los casos de AMATSA, AMT, ANASA y demás, o bien solo cromática reglamentaria de región Naucalpan con el símbolo de las torres de satélite, más la pirámide tarifaria reglamentada.
Y como ejemplos de rutas de la Ciudad de México se tienen:
- Ruta 89 (Bonfil Prados Tepalcapa/Lomas Lindas/México Nuevo/Hogares de Atizapán/Monte María - Metro Rosario/Metro Tacuba) y (Nicolás Romero/Tlalnepantla Centro - Metro Observatorio Por Periférico).
- Ruta 98 (Arboledas/Tecnológico de Monterrey - Metro Tacubaya).

Las mismas pueden operar con cromática estándar de microbús de la CDMX, o bien, cromática de nueva generación morada enteriza con símbolo de movilidad integrada, portando la tarifa oficial de la CDMX autorizada (desde punto de inicio dentro de la ciudad hasta límites), como también la pirámide tarifaria autorizada para operar en el Estado de México dentro de los rangos y límites de rutas.
entre otras más que operan teniendo paso intermedio o fin de ruta en el municipio.
Desde 1981 hasta 1995, la hoy extinta Ruta 100 operó algunas rutas que terminaban en el mismo, los módulos encargados de prestar servicio a Atizapán fueron 23,27 Y 51N.
- 106C Metro Chapultepec-Ciudad Satélite/Arboledas/Higuera
- 106D Metro Politécnico-Hogares de Atizapán(con servicio local a Ciudad Satélite)
- 107E Metro Tacuba-Vista Hermosa/Tepalcapa
- Ruta S/N Metro Observatorio - Arboledas
- Ruta S/N Metro Rosario - Higuera
- Ruta S/N Metro Chapultepec - Higuera

### Transporte aéreo
En el municipio está el Aeropuerto Nacional Jorge Jiménez Cantú (código OACI: MMJC), el cual detuvo operaciones en junio de 2012, ya que se llevó a cabo su remodelación. Reanudó operaciones en junio de 2013 con una plataforma más amplia, la pista totalmente reconstruida, y una notable mejora en sus instalaciones. Dicho aeropuerto cuenta con una pista de 1300 metros de longitud y 40 metros de ancho, así como hangares, torre de control y terminal aérea. Es utilizado mayormente por escuelas de vuelo y aviación general.

## Servicios públicos

### Educación
Estas son:
- Escuela Normal de Atizapán de Zaragoza
- Escuela Normal de Educación Especial del Estado de México
- Centro de Estudios Superiores de San Ángel Campus Estado de México
- Universidad Pedagógica Nacional Unidad 152
- Instituto Tecnológico y de Estudios Superiores de Monterrey, Campus Estado de México
- Universidad Tecnológica de México, campus Atizapán
- Universidad Autónoma del Estado de México
- Centro de Estudios Tecnológicos Industrial y de Servicios n.º 35

Algunas escuelas privadas dentro del municipio son:
- Colegio Calli
- Colegio Baden Powell
- Colegio Robert F. Kennedy
- Instituto Zaragoza
- Instituto el Pedregal
- Colegio Pierre Faure México
- Escuela de Las Lomas - Chapultepec Heights School
- Instituto Kipling Zona Esmeralda
- Instituto Thomas Jefferson Zona Esmeralda
- Instituto Oriente Arboledas
- Green Hills School
- Universidad Justo Sierra (campus San Mateo)

### Museos y centros culturales

#### Museo Adolfo López Mateos
Abrió sus puertas en septiembre de 1994, el recinto se conforma de cuatro salas donde se revelan las etapas de vida del expresidente de México Adolfo López Mateos desde su infancia, vida política y de su cargo presidencial, se encuentran objetos que utilizó como la banda presidencial y datos curiosos históricos acerca de él. El recinto sirve también como casa cultural en donde se imparten talleres, se realizan exposiciones en la sala «Atizapán», entre otras actividades de esparcimiento. Este museo se ubica en el antiguo palacio municipal y está dedicado a exhibir obras de arte (pintura, escultura, grabado) de estilos clásico, tradicional y contemporáneo de artistas locales e invitados. Cuenta con un claustro donde se imparten conferencias, ciclos de cine y video, así como mesas redondas con temas de interés académico e histórico social.

#### Centro Cultural Luis Nishizawa
Es un recinto cultural dedicado al pintor mexicano nacido en el municipio de Cuautitlán, Luis Nishizawa Flores para el desarrollo y exposición de diversas expresiones artísticas como la danza, pintura y cine. Cuenta con un auditorio para 618 personas, mismo que funciona como sala de conciertos y teatro; con una cineteca, un espacio para exposiciones temporales, un salón de danza, una biblioteca y un área de talleres artísticos.

##### Centro Regional de Cultura Atizapán de ZaragozaLic. Adolfo López Mateos
Inaugurada el 22 de septiembre de 1995 como Casa de Cultura de Atizapán de Zaragoza, cinco años más tarde forma parte de la red de Centros Regionales de Cultura del anterior Instituto Mexiquense de Cultura, actual Secretaría de Cultura y Turismo.
Es un espacio dedicado al desarrollo de proyectos internos, municipales y regionales de desarrollo cultural, mediante acciones de difusión, capacitación, investigación y promoción de actividades artístico-culturales que enriquezcan el desarrollo cultural de los municipios aledaños como Naucalpan, Nicolás Romero, Isidro Fabela y Tlalnepantla.
Cuenta con actividades literarias, conferencias, exhibiciones de cine/video, exposiciones, ferias de creatividad, mesas redondas, muestras artesanales, periódicos murales, recitales de danza, recitales de música, recitales de poesía y representaciones teatrales.

###### Bibliotecas
El municipio de Atizapán de Zaragoza cuenta con diversas bibliotecas que ofrecen servicios y actividades dedicadas al fomento a la lectura, préstamos de acervo en sala y a domicilio, servicios digitales y de consulta y visitas guiadas. Cuentan con colecciones de consulta, generales, infantiles y publicaciones periódicas. Las principales bibliotecas de la entidad son: Biblioteca Pública Profa. Eva Sámano de López Mateos, Biblioteca José Vasconcelos, Biblioteca Juan Herrera Romo, Biblioteca Prof. Cristóbal Higuera y la Biblioteca Sor Juana Inés de la Cruz.

### Festival y arte
Desde el 2000 se realiza el Festival Luminaria, un festival cultural que dura 10 días en la explanada del municipio y algunos puntos importantes de dicho municipio. A partir del año 2023 se realiza bajo el nombre de Festival Internacional de las artes Atzán, un festival intermunicipal en el cual participan los municipios de Atizapán de Zaragoza, Cuautitlán Izcalli, Tlalnepantla de Baz y Nicolás Romero, el cual permite conocer la historia de los municipios y la promoción de la cultura y el arte de la región, impulsando eventos de cine, teatro, danza, gastronomía, artesanías, entre otras.

### Deporte
Entidades deportivas:
En este municipio la dependencia encargada de administrar las instalaciones deportivas, fomentar la práctica deportiva, así como las actividades recreativas y garantizar el desarrollo integral de la juventud es La Dirección General del Deporte y la Juventud, teniendo como misión promover la participación de la sociedad para desarrollar la recreación y el deporte, atendiendo a los intereses y las necesidades específicas de la población del municipio. Dirigiendo actividades como: torneos, competencias, olimpiadas, exhibiciones; elaborando programas, deportivos y recreativos en las diferentes comunidades del municipio; además de las olimpiadas Municipales y Estatales.

#### Instalaciones deportivas
Se cuenta con los deportivos Zaragoza y Ciudad deportiva Ana Gabriela Guevara inaugurado el 12 de marzo del 2008 por la exvelocista.
El deportivo Ana Gabriela Guevara, se encuentra ubicado en la colonia Hogares de Atizapán , cuenta con: pista de atletismo de tartán, campo de fútbol profesional, frontones, canchas de basquetbol, voleibol, gimnasio al aire libre, pista de patinaje, vestidores, sanitarios, área de comida, estacionamiento, salón de usos múltiples, oficina administrativa, alumbrado y gradas para 1200 personas. También cuenta con una alberca semiolímpica que lleva por nombre Fernando Platas y un gimnasio llamado «Ricardo el Finito López».
También existe la «Zona de corredores» en Las Arboledas, donde a diversas horas del día se puede practicar este deporte sanamente, principalmente es usado por los habitantes de esta colonia y de colonias vecinas cercanas. En el corredor «Los bebederos» se cuenta con una casa de la cultura, en la cual se imparten diversas actividades.
En el municipio se encuentran cuatro campos de golf: Club de Golf Hacienda, Club de Golf Bellavista, Club de Golf Vallescondido y Club Campestre Chiluca.

### Zonas de interés
Atizapán de Zaragoza es un lugar ideal el cual cuenta con varios sitios a visitar y entre ellos los más importantes podrían ser de mayor agrado. Centro cultural Luis Nishizawa, ubicado en bosque Esmeralda, ciudad Adolfo López Mateos. Monumento a la Democracia, ubicado en avenida principal del bulevar Adolfo López Mateos frente a las Alamedas. Cabecera municipal, ubicada en Av. Adolfo López Mateos colonia El Potrero. Mausoleo Adolfo López Mateos, ubicado en Atizapán centro.

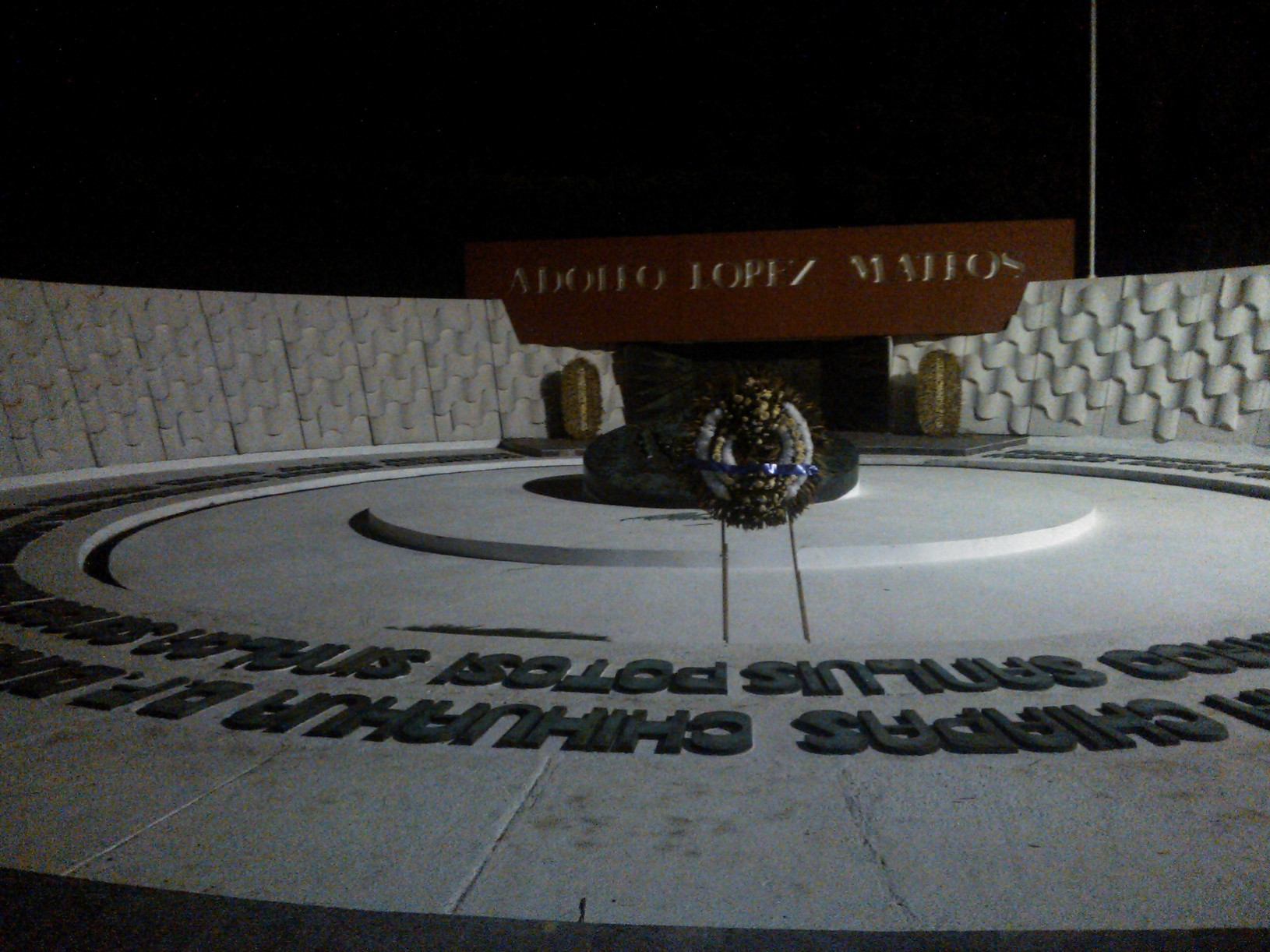

## Patrimonio
Dentro del territorio del municipio se conserva el siguiente patrimonio:
- Puente Jorobado. Localizado cerca del pueblo de Calacoaya, data de 1798, según se lee en la inscripción en piedra que permanece en el lugar. En 2001 fue declarado monumento histórico y cerrado al paso vehicular.[23]
- Templo del Divino Salvador. Erigido por Fray Felipe de Jesús Cueto, es una construcción virreinal, cuya edificación se inició en 1662. Fue restaurada en el año 2015 por el Instituto Nacional de Antropología e Historia. La celebración de su santo patrono es el 6 de agosto.[24]
- Templo de San Francisco de Asís. Su construcción fue iniciada en 1580 y concluida a principios del siglo XVII. Su construcción de estilo barroco tardío y neoclásico temprano. Para su construcción se reutilizaron piedras que pertenecieron a un conjunto prehispánico.[25]

### Obra de Luis Barragán
El arquitecto y ganador del premio Pritzker, Luis Barragán participó a partir de 1958 en el desarrollo de los nuevos fraccionamientos en la zona conocida actualmente como "Las Arboledas", por lo que dentro de esta zona se conservan los siguientes monumentos:
- Fuente de Los Amantes.
- Plaza del Bebedero: En ella se encuentra la Fuente de los Bebederos, una escultura abstracta compuesta a partir de una pileta de antracita gris con paneles blancos y grises.[26]
- Fuente del Campanario: Se compone de un espejo de agua, una hilera de troncos y muros color ladrillo; el lugar cuenta con bancas para descanso y esparcimiento.[27]
- Cuadra de San Cristóbal y Casa Egerstrom.

## Industria
En este municipio existen pequeñas pero no poco importantes zonas industriales, que albergan a empresas mexicanas que del total de sus empleados un 80 % viven dentro del municipio. El Grupo Assa, dedicado a la producción textil, está radicado en el municipio desde 1978.

## Turismo
Los lugares turísticos más visitados en el municipio de Atizapán de Zaragoza son:
- Museo Adolfo López Mateos: ubicado en la Plaza Lic. Adolfo López Mateos, Col. Atizapán Centro. Se dice que es importante este lugar para el pueblo atizapense ya que se creó en septiembre de 1994 con el objeto de honrar la memoria del expresidente Adolfo López Mateos. Tiene cuatro salas, en las cuales se muestra la trayectoria, orígenes liberales, infancia y juventud, carrera política y gestión presidencial de este personaje, originario de Atizapán.
- Teatro «Zaragoza»: Está ubicado en Calzada san Mateo, San Juan Bosco, Atizapán de Zaragoza, siendo un espacio de cultura cuando se realiza el Festival de las Artes, más conocido como «Luminaria». Este evento se realiza cada año aproximadamente durante el mes de marzo, en el cual todo evento de estas fechas es totalmente gratuito y cada año asisten personas de los municipios colindantes como Nicolás Romero, Naucalpan, Tlalnepantla de Baz y Cuautitlán Izcalli.
- Palacio Municipal: aquí se encuentra la apreciación del monumento «El árbol de Atizapán», el cual es una escultura de Jorge Vargas Villicaña, figura en forma de árbol en cuya parte superior se encuentra el grifo de Atizapán, nombre de origen náhuatl traducido como ‘Lugar de aguas blancas o de tizas’. A partir de las ramas se pueden ver raíces que conducen al centro o tronco del árbol, donde se encuentra un violín y una máscara de teatro, esto significa las bases sólidas del arte que tiene arraigo en los atizapenses, de tal modo se realiza un festival de las artes importante, denominado “Luminaria”. Finalmente todo recae en una figura esférica que tiene la forma de pelota de golf, que representa la modernidad y el espíritu deportivo que siempre está presente en Atizapán de Zaragoza.
- Deportivo Ana Gabriela Guevara: ubicado en Hogar del Gozo, Hogares de Atizapán, Ciudad López Mateos. Fue fundado en 2006, para el pueblo mexiquense y fomentar un espacio del deporte, tanto en fútbol, basquetbol, frontón, gimnasio, atletismo y natación.
- Galerías Atizapán: ubicado en la parte alta de la ciudad y con una vista privilegiada de la misma se ha convertido en un punto de referencia para el turismo de compras por su hermosa arquitectura, gran variedad de tiendas, cines, amplios estacionamientos, restaurantes y áreas de comida.

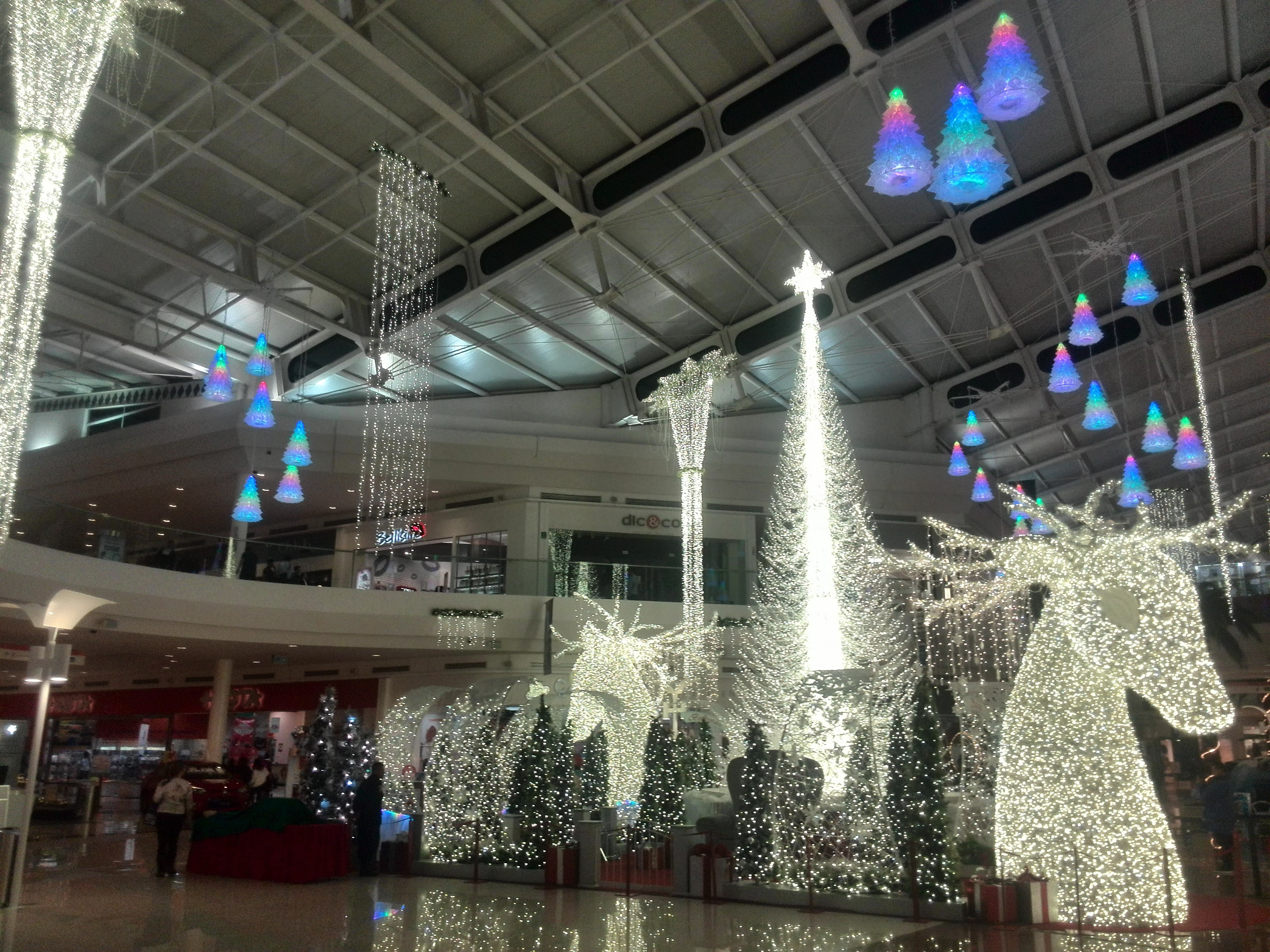
Galerías Atizapán en Navidad

## Relaciones internacionales

### Hermanamientos
La ciudad de Atizapán de Zaragoza está hermanada con las siguientes ciudades alrededor del mundo:
- Zaragoza, España (2009)[30][31][32][33]
- Los Cabos, México (2017)[34]
- Sanford, Estados Unidos (2019)[35][36]
- Macas, Ecuador (2020)[37]
- Quispicanchi, Perú (2022)[38]
- Wánchaq, Perú (2022)[38]
- Nueva Cajamarca, Perú (2022)[38]
- Andahuaylas, Perú (2022)[38]
- Yanahuara, Perú (2022)[38]
- Baños del Inca, Perú (2022)[38]
- Andrés Avelino Cáceres Dorregaray, Perú (2022)[38]
- Nicosia, Chipre[30][33]
- Barcelona, España[30][39]
- Murcia, España[30][33]